# (3633) Mira
(3633) Mira est un astéroïde de la ceinture principale.

## Description
(3633) Mira est un astéroïde de la ceinture principale. Il fut découvert le 13 mars 1980 à El Leoncito par l'Observatoire Félix-Aguilar. Il présente une orbite caractérisée par un demi-grand axe de 2,31 UA, une excentricité de 0,10 et une inclinaison de 3,3° par rapport à l'écliptique.

## Compléments